# Хронология событий в Шеки
Ниже приводится хронология города Шеки, Азербайджан.

## Ранняя история
- VIII век до н. э. — основан под названием Сакасена или Саке[1].
- III—V вв. н. э.— область называлась Шаке и входила в состав Кавказской Албании[2].

## До XIX века
- 654 год — город был захвачен армией Халифата[3].
- VIII—IX века — строительство крепости Гелярсан-Гёрарсан[4].
- 1117 год — город захватил грузинский царь Давид IV[5][6].
- 1118 год — город был включён в состав Ширванского государства[7].
- 1551 год — шекинские войска были разбиты иранским шахом Тахмаспом. Шеки утратила независимость[8].
- 1721 год — кавказские горцы напали и разграбили Шеки[9].
- 1735 год — правитель Персии Надир-шах восстановил контроль над Шеки.
- 1743 год — крупное антииранское восстание вспыхнуло в Шеки[10].
- 1743 год — Шеки стал столицей Шекинского ханства[11].
- 1744 год — Правитель Ирана Надир-шах напал на Шеки.
- 1765 год — построена Нухинская крепость[12].
- 1772 год — Сильное наводнение реки Киш снесло город Шеки до основания.
- XVIII век — построен Дворец шекинских ханов[13].

## XIX—XX века
- 1819 год — ханская власть упразднена и Шекинское ханство преобразовано в провинцию.
- 1840 год — образован Шекинский уезд с центром в городе Нуха.
- 1918—1920 — Этнические чистки и погромы в ходе армяно-азербайджанской войны.
- 6 марта 1968 года — постановлением Совета Министров Азербайджанской ССР возвышенная историческая часть города, «Юхары баш», была объявлена архитектурным заповедником.
- 15 марта 1968 года — город переименован из Нухи в Шеки[14].
- 1983 год — в Шеки создан единственный Музей ремесел в СССР[5].

## XXI век
- 24 октября 2001 года — С 24 октября 2001 года историческая часть города Шеки вместе с Дворцом шекинских ханов была представлена в качестве кандидата от Азербайджана на внесение в список Всемирного наследия ЮНЕСКО[15].
- 25 ноября 2009 года — Шеки и белорусский город Слуцк стали побратимами[1].
- 20 апреля 2011 год — Шеки и болгарский город Габрово стали побратимами[16].
- 2 июля 2013 года — Шеки и турецкий город Гиресун стали побратимами.
- 2016 год — В 2016 году соответствующим решением Постоянного совета Международной организации тюркской культуры (ТЮРКСОЙ), принятым на заседании совета в городе Мары — (Туркмения), Шеки была объявлена культурной столицей тюркского мира 2016 года[17].
- 2019 год — Шеки вместе с Дворцом шекинских ханов в 2019 году были включены в список Всемирного наследия ЮНЕСКО[2].
- 2022 год — На декабрь 2022 года ведутся реставрационные работы[18].